# S. S. Cars Limited
S. S. Cars Limited est un constructeur automobile anglais fondé en 1922 et renommé le 23 mars 1945 pour devenir « Jaguar Cars Limited ». L'entreprise est initialement gérée et en grande partie détenue par William Lyons et son partenaire et cofondateur William Walmsley. Elle produit des berlines de sport de 1934 à la déclaration de guerre en 1940 ainsi que quelques voitures de sport décapotables à deux places à partir de mars 1935, Walmsley vend l'intégralité de ses parts en janvier 1935.

## Historique
« Swallow Sidecar », « Swallow Sidecar and Coachbuilding Company » et « Swallow Coachbuilding Company » sont les noms commerciaux utilisés par Walmsley & Lyons, partenaires et copropriétaires du fabricant britannique de side-cars et de carrosseries d'automobiles à Blackpool dans le Lancashire, puis à Coventry dans le Warwickshire ; toutes ces entreprises sont ensuite intégrées dans une holding appelée « Swallow Coachbuilding Company Limited ».
Le 31 juillet 1934, SS Cars Ltd., société fondée pour reprendre la partie liée à la fabrication et la vente des automobiles et des sidecars,, achète les actions de la Swallow Coachbuilding Company Limited qui est liquidée avant que SS Cars Ltd. n'émette des actions (son capital est de 10 000 livres en actions de 1 £) pour le public en janvier 1935.
En janvier 1935, Walmsley a vendu l'intégralité de ses parts.
Il y a un doute sur la source du nom « SS ». Sir John Black de Standard-Triumph déclara que « SS » signifiait « Standard Swallow », car les premières voitures à porter la marque « S.S. » étaient construites sur des châssis roulants Standard. William Lyons reste évasif mais ce changement de nom correspond au moment où Swallow Coachbuilding utilisait exclusivement des châssis roulants Standard.
La Swallow Sidecar Company, nom commercial de la société Walmsley & Lyons, cofondée par William Lyons et William Walmsley, progressivement développé comme carrossier depuis ses débuts en 1922, fabricant d'abord d'élégants side-cars pour les motos. En mai 1927, Swallow annonça des carrosseries deux places sur des châssis Austin et Morris, et des engins de course fournis par l'intermédiaire de revendeurs autorisés. Leur première pleine page de publicité parut dans l'Autocar magazine en octobre 1927 au moment du salon de l'Automobile de  l'Olympia. L'année suivante, Swallow déménage au cœur de l'industrie automobile britannique. Au cours de l'hiver 1928-1929, ils quittent progressivement Cocker Street à Blackpool, pour aller dans une ancienne usine de munitions sur un chemin à ornières qui deviendra Swallow Road, donnant sur Holbrook Lane, à Foleshill, Coventry. 
En 1929, John Black de la Standard Motor Company et William Lyons font équipe afin de réaliser un rêve de longue date, produire une voiture de sport. Cette première SS était une élégante deux-places ouverte, à « queue de bateau ». Ses lignes fluides et sa rationalisation font preuve d'une tentative évidente de produire une voiture rapide, peut-être avec l'intention de s'aventurer dans la course. Cette voiture est supposée avoir été envoyée en Australie à la fin des années 1940.
Bien que le premier lien entre la société Standard de John Black fut lentement élaboré, les carrosseries Swallow ont continué à être construites sur des châssis Austin, Standard, Fiat et enfin Wolseley Hornet. Néanmoins, au Motor Show d'octobre 1931, Swallow lança finalement une voiture de sa propre conception, la SS 1, et expose un prototype, tout en continuant à produire la petite Wolseley Hornet Spécial à côté.

« Cette voiture a son petit groupe d'admirateurs autour d'elle à chaque instant de la journée, et du point de vue de l'intérêt général, c'est le plus sérieux rival pour la Rover Scarab. Elle est faite par les hommes de Swallow Coachbuilding sur un châssis spécialement construit pour eux par Standard, et dotée d'un moteur six-cylindres à soupapes latérales de 15 ch.
Mais c'est la carrosserie qui en fait une véritable attraction. Ses longues lignes basses sans marchepieds et sa hauteur d'à peine quatre pieds au-dessus du sol (1,2 m) créent une impression de vitesse et de légèreté qui est tout à fait digne de comparaison avec les Lagonda et Delage. On est frappé lorsque l'on remarque que le prix n'est que de 310 £.
Le radiateur est tout à fait différent du type ordinaire Standard, spécialement conçu pour être en conformité avec les lignes de la carrosserie, cannelé et plaqué chrome. Il est surmonté d'un emblème futuriste et le bouchon de remplissage est caché hors de la vue sous le capot.
Les roues sont de type compétition à rayons Rudge-Whitworth. L'empattement est de 2,84 m et la voie d'1,24 m.
L'habitacle dispose d'un toit ouvrant de nouvelle conception, d'un ciel de toit gainé de cuir, et d'un grand coffre à l'arrière. Les ailes sont profondes, en forme de dôme, les flancs sont bas, de sorte que les marchepieds sont superflus. L'intérieur de la voiture est superbement fini, décoré de sycomore poli ressemblant au dos d'un violon. La tapisserie masque la sellerie.
Le modèle présenté, d'une finition vert pomme et noire, est de toute beauté dans tous les sens du terme. »

— The Courier and Advertiser, 18 novembre 1931

### SS 1 et SS 2
Sous la direction du président William Lyons, la société a survécu à la crise des années 1930 en fabricant une série de voitures offrant une valeur exceptionnelle pour leur prix bien que certains amateurs critiquèrent à l'époque que la voiture était plus faite « pour montrer que pour aller ». Les moteurs et les châssis fournis par la Standard Motor Company ont été équipés de carrosseries Swallow stylisées sous la supervision de Lyons.
Les premières voitures de la gamme SS disponibles sont la SS 1 de 1932 (moteurs six-cylindres de 2 litres ou 2,5 litres à soupapes latérales) et la SS 2 (moteur quatre-cylindres d'1 litre à soupapes latérales). Une berline est ajoutée au catalogue en 1934 avec un châssis plus large.

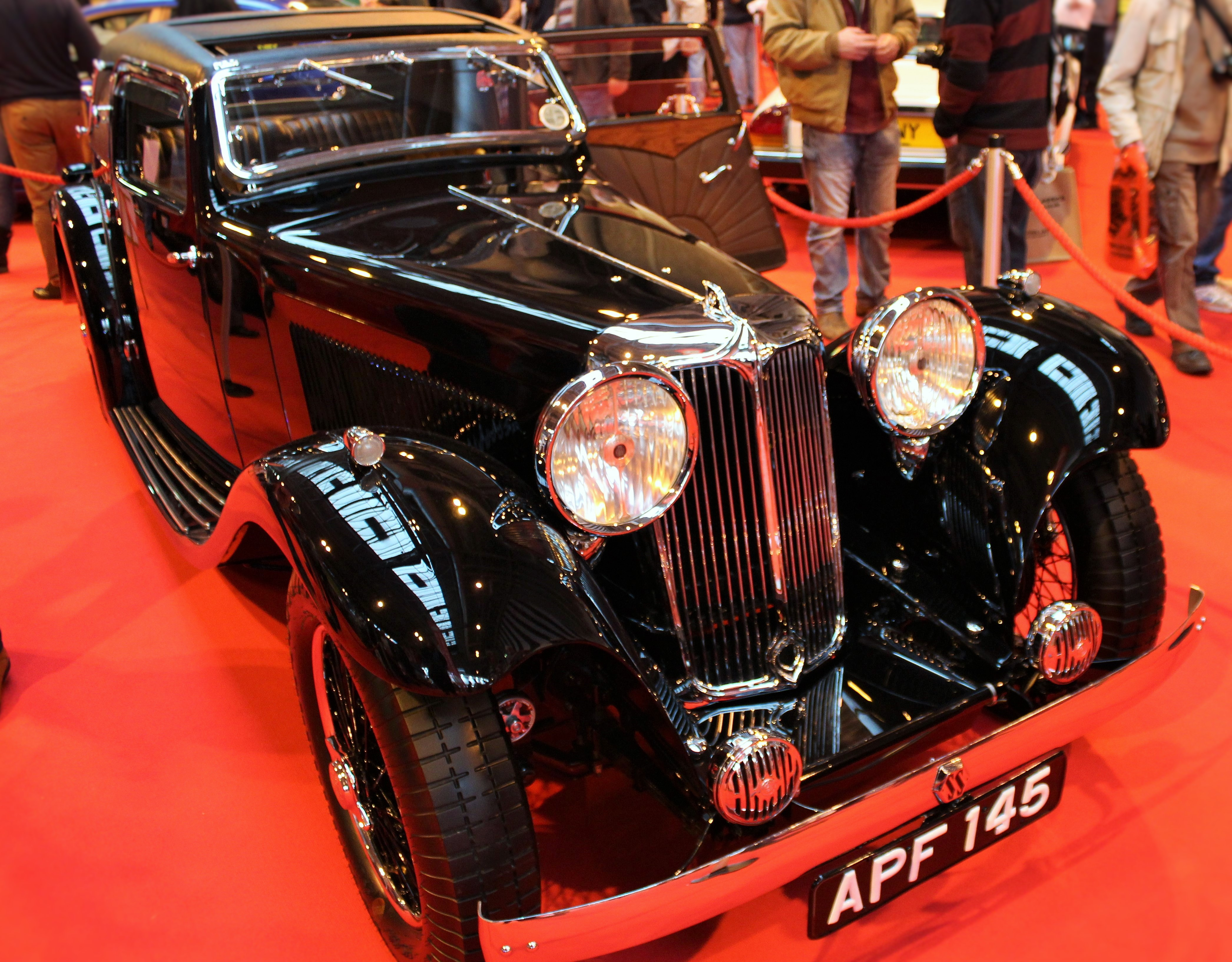
SS 1 construite en 1933. Elle a les marchepieds et les ailes classiques comme à sa sortie d'usine.
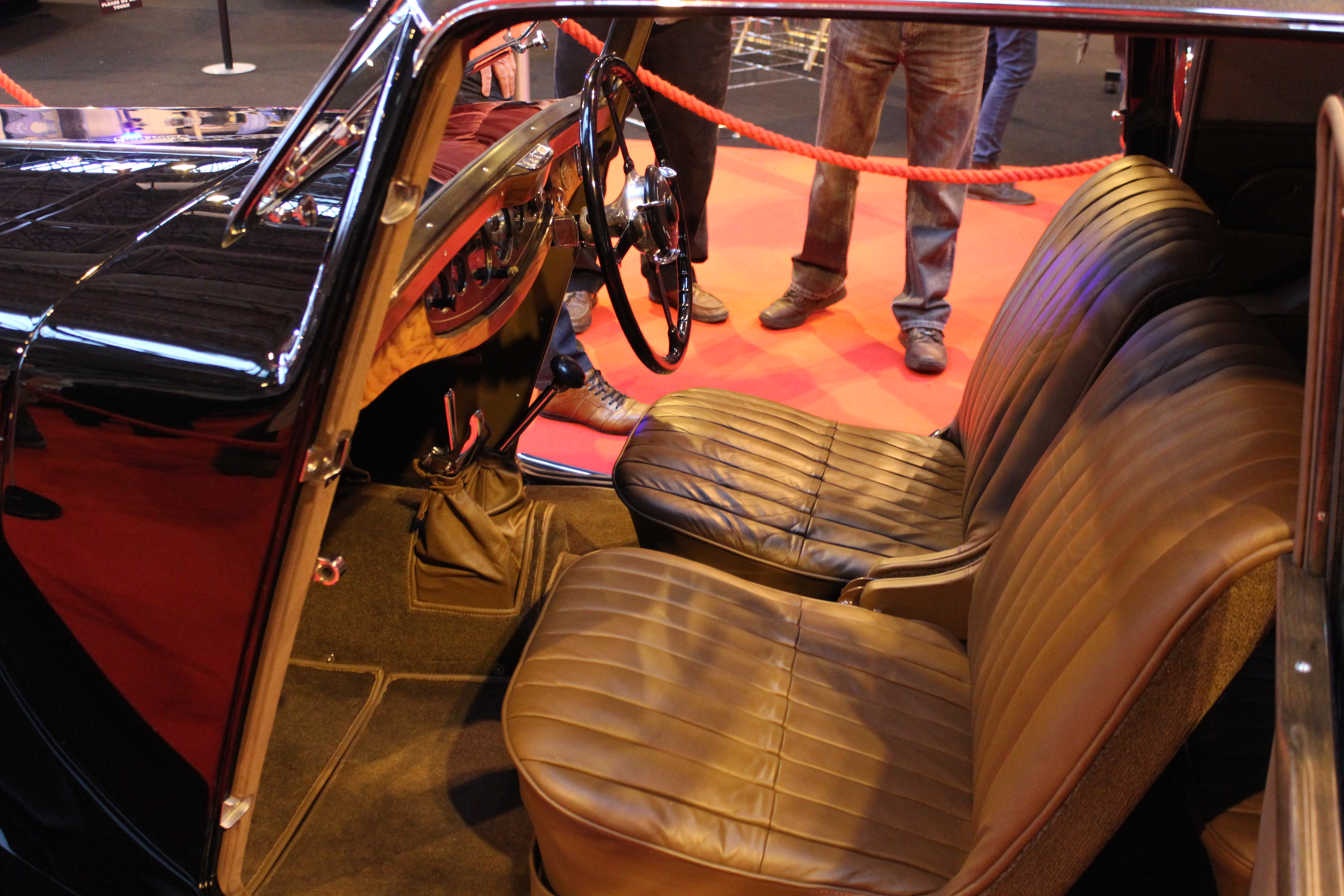
Intérieur.
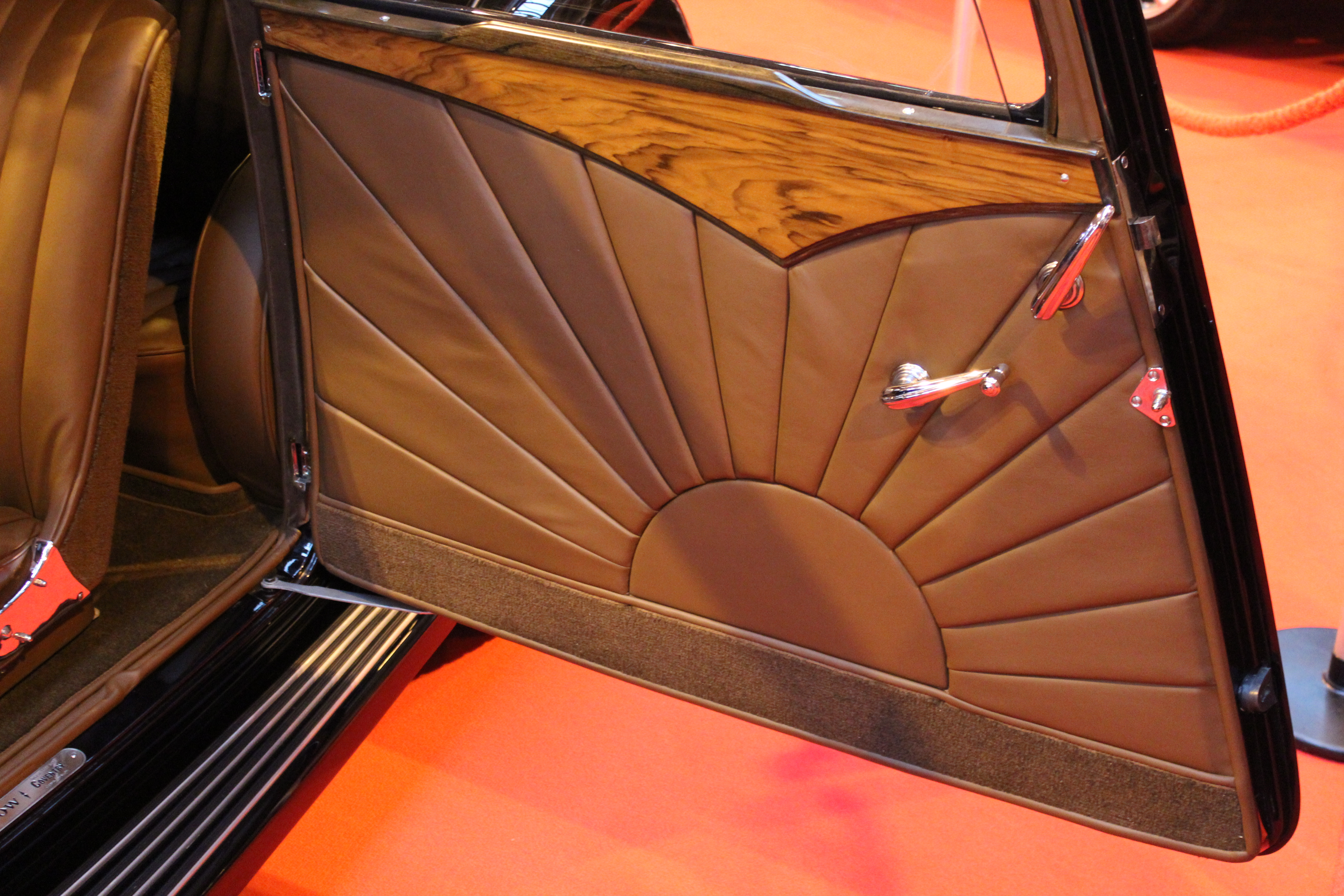
Porte d'intérieur.
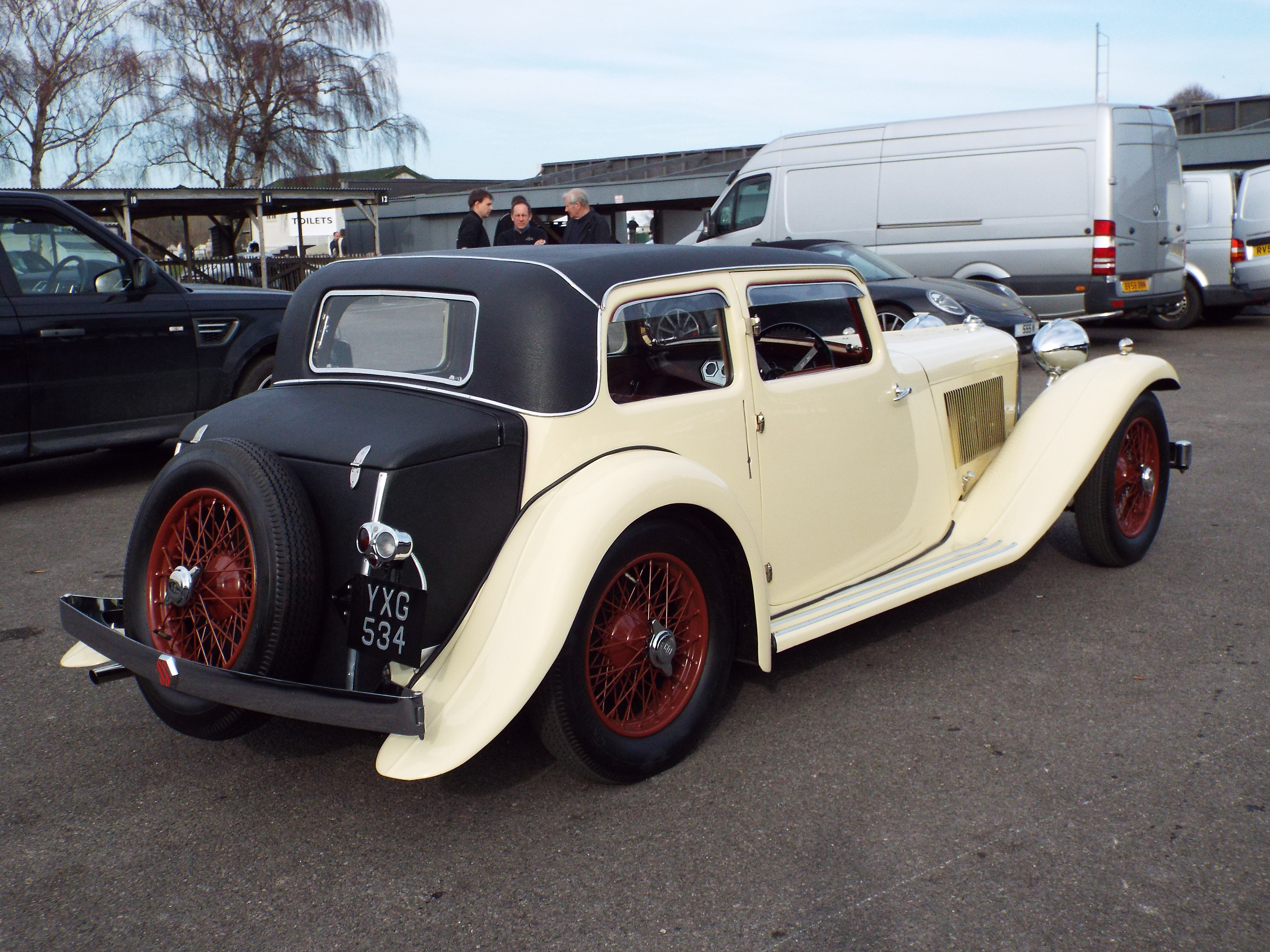
SS 1 Sixteen Coupé 1934.
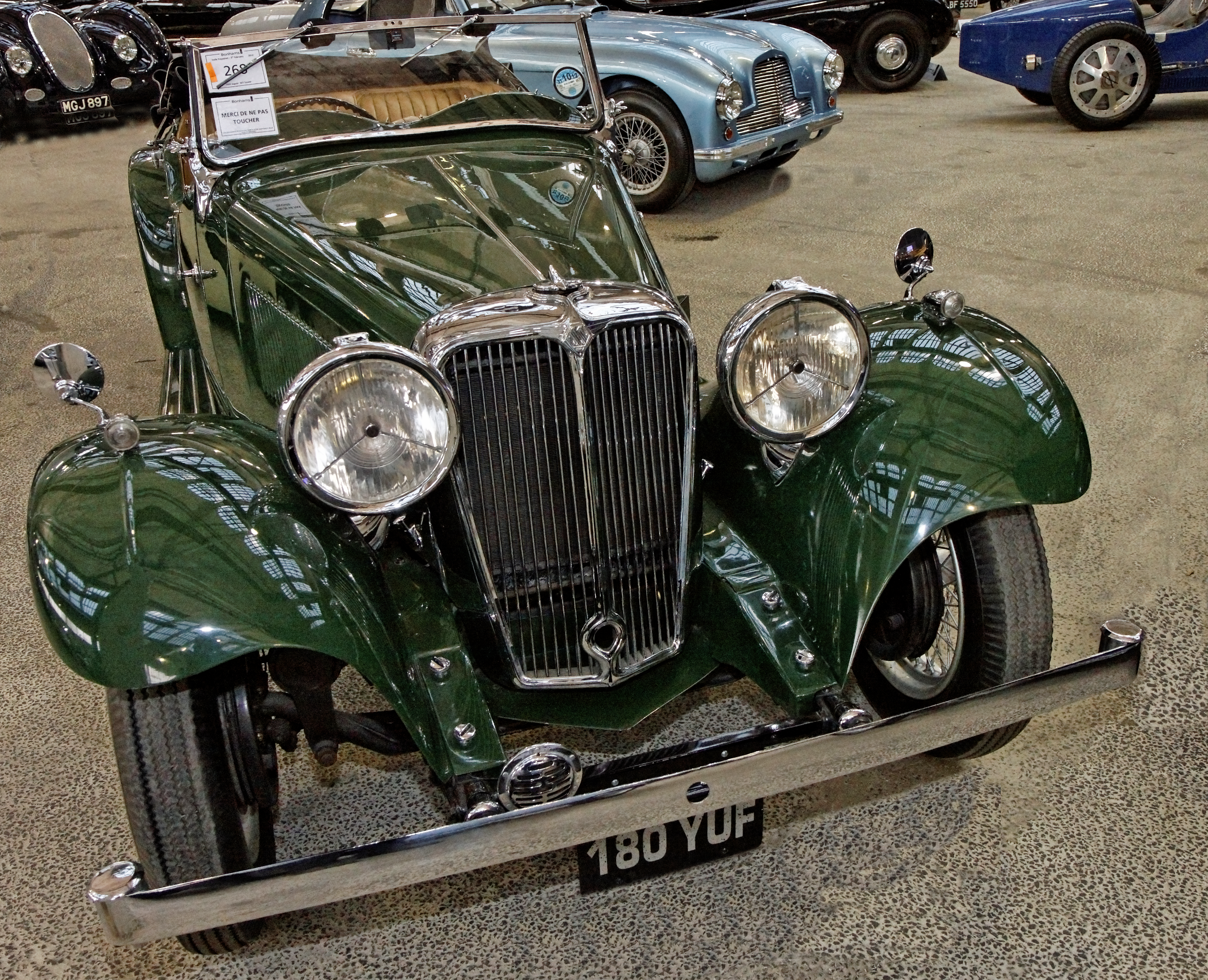
Une SS 1 Tourer 1935.

### SS 90

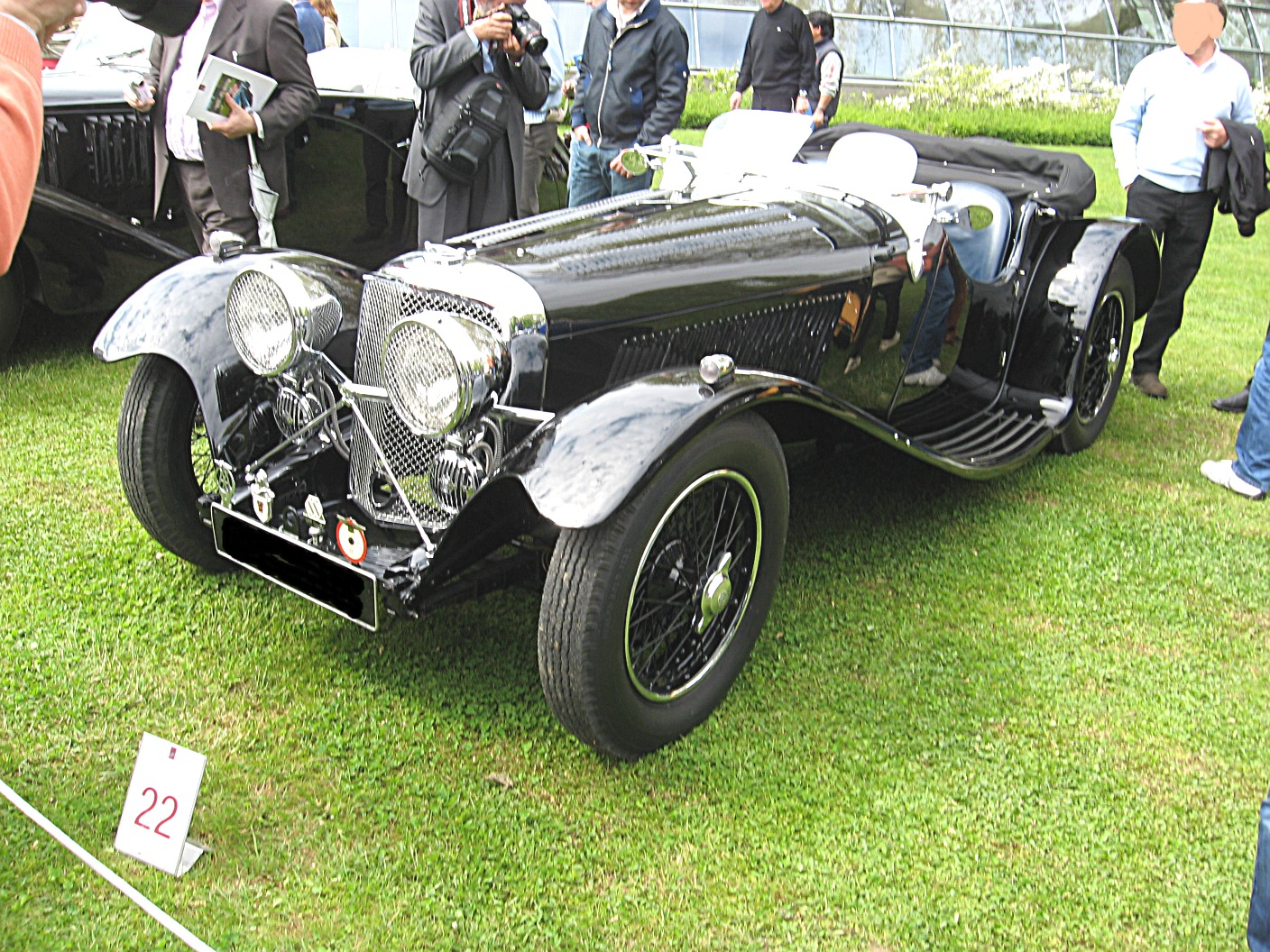
Une SS 90 au concours d'élégance Villa d'Este 2008.

La première voiture de sport deux places ouverte est présentée en mars 1935 ; la SS90 est appelée ainsi à cause de sa vitesse de pointe estimée à 90 miles à l'heure (145 km/h). Elle dispose du moteur-six cylindres de 2,5 litres à soupapes latérales monté sur un châssis court de SS 1 ramené à un empattement de SS 2. vingt-trois véhicules sont produits.
Harry Weslake s'occupe du développement des moteurs dont la nouvelle culasse est fabriquée par Standard. Bill Heynes, transfuge de Hillman est l'ingénieur en chef. La culasse Weslake et un carburateur double-corps RAG équipent la production de la dernière année des SS 1 et SS 2.

## Nom célèbre

### Berlines Sport quatre-portes et coupés décapotables
William Heynes (en) comme ingénieur en chef et Harry Weslake pour le réglage des moteurs sont chargés de la refonte du moteur de 2,5 litres et 70 ch à soupapes latérales, pour atteindre 90 ch. Sa réponse fut une conception à soupapes en tête produisant 102 ch et c'est ce moteur qui a lancé les nouvelles SS Jaguar sport et berlines en 1936.
La berline SS Jaguar 2 ½ litres, avec son moteur six-cylindres de 102 ch conçu par Weslake, à culasse à flux croisé et soupapes en tête sur son moteur de série, causa tout un émoi lorsqu'il fut présenté lors d'un déjeuner commercial aux revendeurs et à la presse, au Mayfair Hotel de Londres le 21 septembre 1935. La voiture présentée était en fait un prototype. Les invités au déjeuner furent priés d'écrire le prix pour lequel ils pensaient que la voiture serait vendue en Grande-Bretagne, et la moyenne de leurs réponses fut de 765 £. Même dans cette période déflationniste, le prix réel de seulement 395 £ était une agréable surprise pour de nombreux clients. D'aspect similaire, une version réduite à moteur quatre-cylindres de 1,5 litre et soupapes latérales est également disponible.
Le  magazine The Motor, dans son numéro du 24 septembre 1935, présente la SS Jaguar comme distinguée en apparence, avec des performances et un prix attractif. Avec son nouveau moteur de 2,5 litres, elle peut maintenant rivaliser avec la toute nouvelle MG SA de Cecil Kimber.
Extrait du discours du président et directeur général, W. Lyon, aux actionnaires le 11 octobre 1935 :
« Cette nouvelle voiture, qui est appelée la Jaguar et a reçu un accueil enthousiaste de l'ensemble des professionnels et du public a été produite pour être idéale. Elle a comblé toutes nos espérances, car nous entendions produire une voiture de très haut niveau de qualité et de performances jusqu'ici uniquement associées avec les types de voitures les plus exclusifs, à un prix modéré ».
Tout le monde nota que la nouvelle calandre ressemblait à celle d'une Bentley.

## Acier

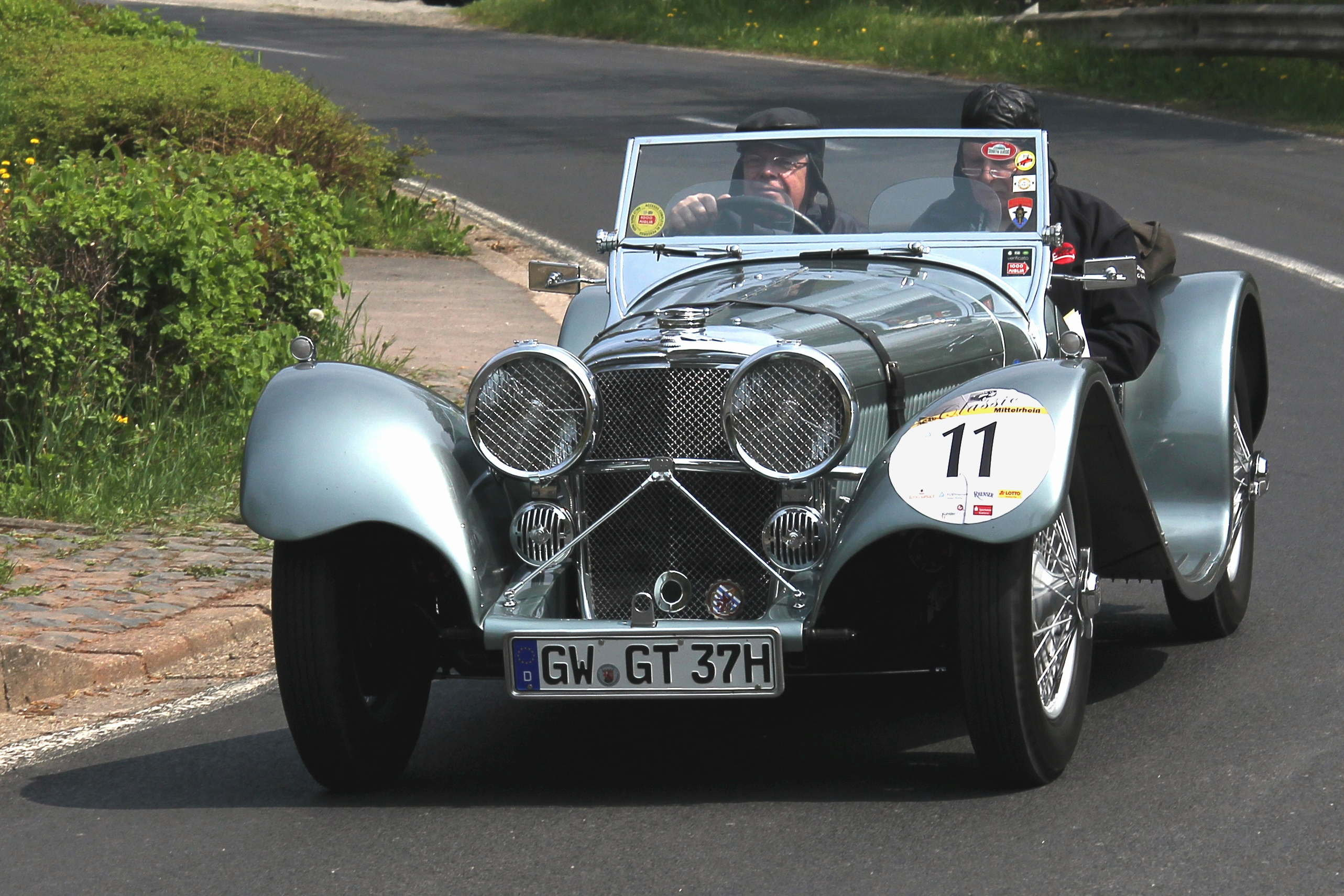
Jaguar SS100 de 1938.

En 1938, la production des berlines et cabriolets passe de la construction en bois au tout en acier et un moteur de 3,5 litres est ajouté à la gamme. Les voitures de 2,5 et 3,5 litres partagent le même châssis et leur conception de carrosserie, même s'il est nécessaire d'utiliser un plus grand radiateur pour le 3,5 litres. La nouvelle 1,5 litre de 1938 utilise la même coque que le six-cylindres, mais sur un châssis plus court et son nouveau moteur de 1 776 cm3 a des soupapes en tête.

### SS 100
La nouvelle voiture de sport cabriolet à deux places est la Jaguar SS100. Seuls 198 exemplaires de la 2,5 litres et 116 de la 3,5 litres seront construits. Elle offre une vitesse de pointe de 160 km/h et une accélération de 0 à 100 km/h en 11 secondes. Ce modèle est très recherché par les collectionneurs et apparait rarement sur le marché.
Des répliques sont disponibles depuis les années 1980, celles réalisées par Finch Motor Company et Suffolk SportsCars sont reconnues par les clubs Jaguar.

## Modèles

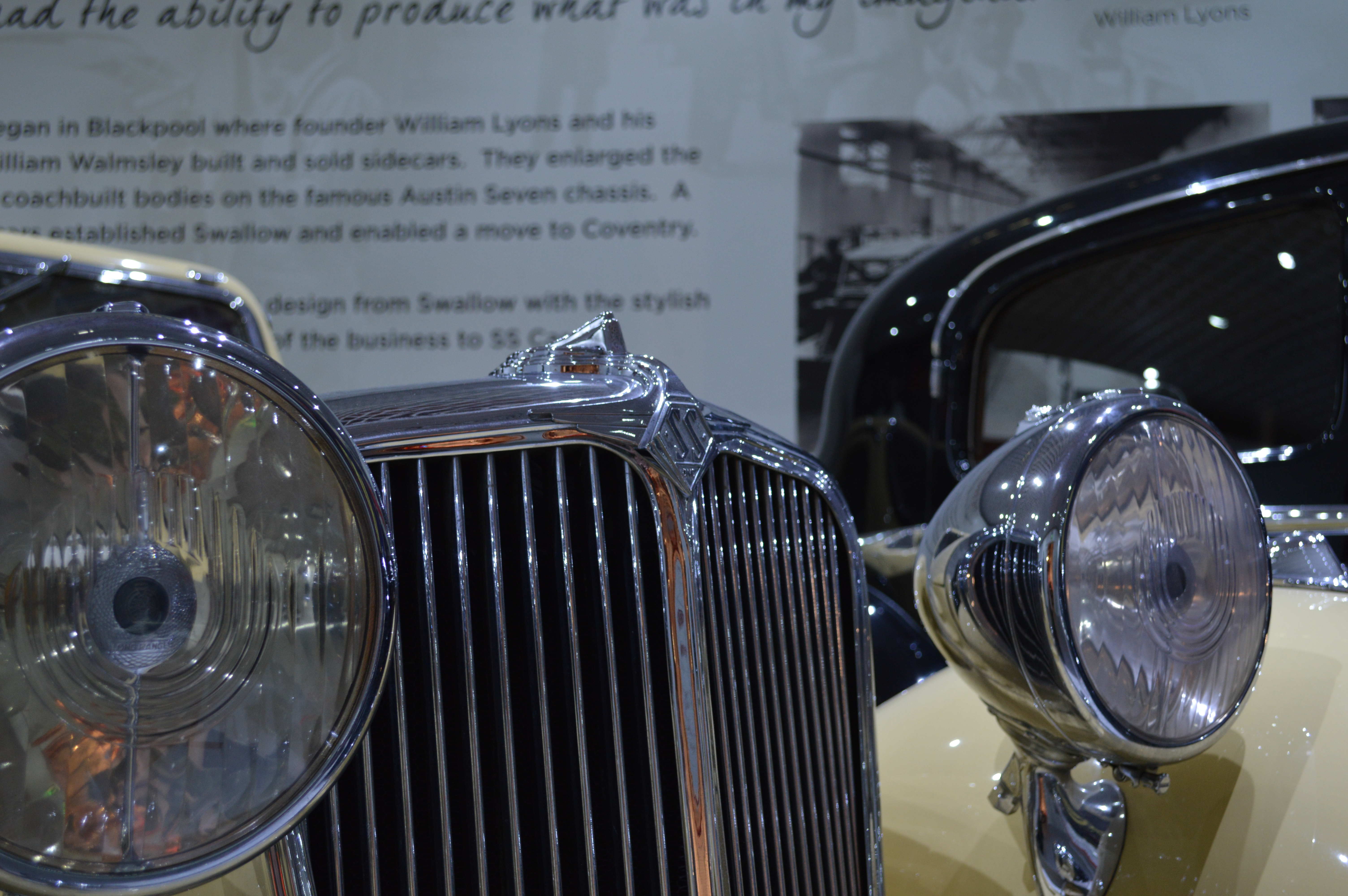
Badge et calandre : musée des transports de Coventry.

- 1932-1936 SS 1 à moteur six-cylindres Sixteen de 2 054 cm3 ou Twenty de 2 552 cm3 :
  - 1932 coupé à toit fixe ;
  - 1933 randonneuse 4-places ;
  - 1933 berline 4-places ;
  - 1935 berline Airline ;
  - 1935 coupé décapotable 4-places.

- 1932-1936 SS 2 à moteur quatre-cylindres de 1 006 cm3, puis, à partir de 1934, 1 343 cm3 ou 1 608 cm3 :
  - 1932 coupé à toit fixe ;
  - 1933 randonneuse 4-places ;
  - 1933 berline 4-places.

À partir d'octobre 1935, appellation « SS Jaguar ».
Voitures ouvertes

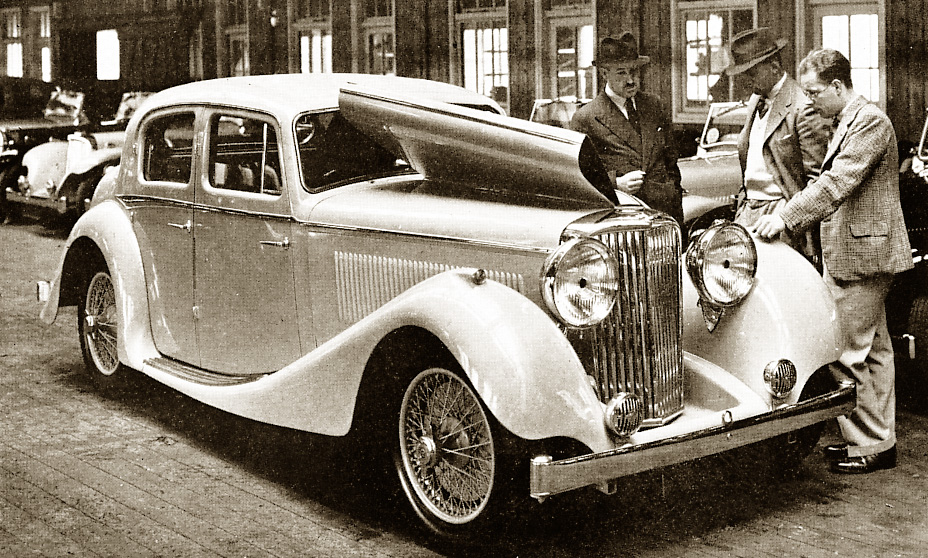
Livraison d'une 2 ½ litre (1938).

- 1935-1937 Jaguar SS90 6-cylindres ; moteur Twenty de 2 663 cm3 :
  - 1935 deux-places ouverte ;
  - 1936 randonneuse 4-places (SS Jaguar randonneuse ouverte).

- 1938-1940 Jaguar SS100 6-cylindres ; 2 663 cm3 ou 3 485 cm3 :
  - 1938 deux-places ouverte.

Berlines Sport quatre-portes et coupés décapotables deux-portes
- 1935-1940 SS Jaguar 1½ litre 4-cylindres ;
- 1935-1940 SS Jaguar 2 ½ litres 6-cylindres ;
- 1938-1940 SS Jaguar 3 litres 6-cylindres.

La production automobile est stoppée en 1940.

## Jaguar Cars
Après-guerre, le 23 mars 1945, l'assemblée générale des actionnaires décide de modifier le nom commercial de la société en « Jaguar Cars Limited ». Le président William Lyons déclare : « Contrairement à S. S., le nom Jaguar est unique et ne peut pas être connecté ou confondu avec des noms étrangers similaires ».
Lorsque la production redémarre, les berlines sont simplement nommées « Jaguar 1½ litre », « 2½ litres » ou « 3½ litres ». 
Le modèle qui suit étant appelé « Jaguar Mark V », le trio de l'immédiat après guerre est devenu connu officieusement comme les « Jaguar Mark IV ».
S.S. Cars Limited, numéro d'entreprise 00333482 actuel en 2014 (mais en sommeil ), a été constitué le 9 novembre 1937 avec le nom « Jaguar Cars Limited ». Il est probable que ce soit une mesure prise pour protéger un nom célèbre.
Modèles d'après-guerre et non SS
- 1946-1949 Jaguar 1½ litre à 4 cylindres ;
- 1946-1948 Jaguar 2 ½ litres 6 cylindres ;
- 1946-1948 Jaguar 3 litres 6 cylindres.

## Swallow Coachbuilding Co. (1935) Limited
Cette société, filiale en propriété exclusive de la S. S., fut formée pour la production des sidecars Swallow et a commencé à fonctionner le 1er mai 1935. En janvier 1946, le Helliwell Group, une société de maintenance d'aéronefs, achète  Swallow Coachbuilding Co. (1935) Limited à Jaguar Cars Limited. Les sidecars produits dans les ateliers Helliwell de l'aéroport Walsall sont fabriqués de la même manière que les originaux et en utilisant les mêmes brevets. Les ateliers fermeront à la fin des années 1950.